# Jiangxisaurus
Jiangxisaurus ganzhouensis
Genre
Espèce
Jiangxisaurus est un genre éteint de petits dinosaures appartenant à la famille des oviraptoridés. Il vivait à la fin du Crétacé supérieur près de la ville de Nankang (province du Jiangxi) en Chine. Cette ville est placée sous la juridiction de la ville-préfecture de Ganzhou.
La province de Jiangxi et la juridiction de Ganzhou ont donné leurs noms latinisés à l'espèce type et seule espèce Jiangxisaurus ganzhouensis, qui a été décrite par Wei et ses collègues en 2013.

## Datation
Jiangxisaurus a été découvert dans les « bancs rouges », déposés en environnement continental, de la formation géologique de Nanxiong du bassin de Hongcheng. Ces grès rouges sont datés du Maastrichtien, soit il y a entre 72,2 ± 0,2 et 66,0 Ma (millions d'années).

## Description
L'holotype HGM41-HIII0421 se compose d'un crâne incomplet, d'une mandibule, de huit vertèbres cervicales, de trois vertèbres dorsales, de neuf vertèbres caudales, d'une ceinture pectorale presque complète, de deux arcs hémaux, du membre antérieur gauche, de deux sternums, de quatre côtes sternales, de neuf côtes dorsales et une ceinture pelvienne partiellement préservée.
Sa longueur totale est estimée à environ 1,50 mètre. Le crâne mesure 15 centimètres de long et semble être celui d'un juvénile. Les mandibules sont dépourvues de dents et plus fines et plus frêles que celles du genre Heyuannia. Le radius a une longueur de 9,6 centimètres de longueur, 30% plus court que la longueur de l'humérus (13,6 centimètres). Le main est tridactyle avec le premier doigt robuste, le second allongé et le troisième fin. Ses griffes antérieures sont plus fortement courbées que celles du genre Heyuannia.

## Paléobiologie
Jiangxisaurus partageait son habitat avec au moins cinq autres espèces d'oviraptoridés, Banji long, Ganzhousaurus nankangensis, Huanansaurus ganzhouensis, Nankangia jiangxiensis et Tongtianlong limosus. Cette diversité a été probablement rendue possible par une répartition des niches écologiques entre ces espèces.

## Classification
La phylogénie des oviraptoridés n'est pas encore stabilisée. L'analyse phylogénétique conduite par M. C. Lamanna et ses collègues en 2014 place Jiangxisaurus en groupe frère de plusieurs genres d'oviraptoridés, dont les espèces type sont : 
- Ganzhousaurus nankangensis ;
- Nemegtomaia barsboldi ;
- Machairasaurus leptonychus ;
- Conchoraptor gracilis ;
- Khaan mckennai.